# Buôn
Buôn (bôn), hay plây (plei, pơlây, pơlơi, palây) hay kon (kung), là đơn vị cư trú, đồng thời là đơn vị xã hội cơ sở thấp nhất tồn tại ở các tộc người thuộc nhóm ngôn ngữ Môn-Khmer (như người Mạ, Chil, Cơ Ho ở Lâm Đồng) và các dân tộc thuộc ngữ tộc Malay-Polynesia (như Ê Đê, Gia Rai, Chăm), tập trung chủ yếu ở Tây Nguyên và dọc Trường Sơn.
Buôn phần nào có thể coi tương đương như làng của người Việt (Kinh), bản của các dân tộc Tày, Thái.
Mỗi làng gồm một số lớn (hay nhỏ) các hộ gia đình (từ vài chục đến vài trăm) thuộc các nhóm huyết thống khác nhau. Quy mô mỗi làng phụ thuộc vào điều kiện đất đai, môi trường, điều kiện phát triển kinh tế, xã hội từng vùng. Các nhà trong làng thường được bố trí xung quanh ngôi nhà công cộng (nhà rông của người Ba Na, nhà gơl của người Cơ Tu), nơi sinh hoạt cộng đồng của cả làng. Mỗi làng quản lý một vùng đất rừng và đất rẫy để luân canh canh tác. Từng làng có bộ máy tự quản, gồm người trưởng làng (tơm plây, khoa buôn) và những người giúp việc, trong đó những người già làng có tiếng nói quan trọng vì có nhiều kinh nghiệm trong sản xuất, hiểu biết về phong tục và lễ nghi cổ truyền. Bộ máy tự quản dựa vào tập quán luật tục để điều hành và quản lý mọi sinh hoạt cộng đồng. Tính cộng đồng là đặc trưng cơ bản của làng các dân tộc này. Ngày nay, nhiều làng hợp thành một xã, tổ chức hành chính cấp cơ sở ở nông thôn Nhà nước đêga.